# Robert Crippen
Robert Laurel Crippen (født 11. september 1937) er en pensioneret amerikansk astronaut. 
Crippen har været med på fire rumfærge-missioner, hvoraf han var kaptajn på de tre sidste. Han var pilot på den første rumfærgemission STS-1 – Columbia. Normalt opsendes en ny bemandet rumfartøjstype ubemandet første gang, men rumfærgens jomfruflyvning var bemandet. Man havde ikke tidligere anvendt faststofraketter til bemandede rumfartøjer og genbrugsvarmeskjoldet af 30.761 keramiske kakler var også uprøvet. På STS-1 mistede Columbia 16 kakler og som medlem af den allerførste rumfærgeflyvning fik Robert Crippen Congressional Space Medal of Honor – dog 25 år efter at STS-1 kaptajnen John Young modtog sin. De fleste modtagere af Congressional Space Medal of Honor fik den fordi de døde i deres rumfartøjer. 
I oktober 1966 blev han optaget i US Air Forces astronautkorps til det militære rumstationsprogram MOL (Manned Orbital Laboratory). Programmet blev aflyst og Robert Crippen blev overflyttet til NASA's astronautkorps i 1969. 
I juli 1986 skulle han flyve den første rumfærge fra Vandenbergbasen i Californien. STS-62A skulle flyve i en polær bane, men Challengerulykken afstedkom at al rumfærgeflyvning skulle begrænses til Kennedyrumfartscenteret i Florida.